# Dolforwyn Castle
Dolforwyn Castle (walisisk: Castell Dolforwyn) er en walisisk middelalderborg der ligger over landsbyen Abermule, Powys. Fæstningen blev etableret af Llywelyn ap Gruffudd, prins af Gwynedd omkring 1273-1277 på toppen af en højderyg med god udsigt over den øvre del af Severn Valley.
Den blev erobret af Roger Mortimer og Henry de Lacy i 1277 efter en 14 dage lang belejring, da Edvard 1. af England ikke havde givet tilladelse til opførslen. Den blev forlad til 1300-tallet, og har siden stået som en ruin.
Dolforwyn Castle er et godt eksempel på walisisk borgarkitektur, der adskiller sig fra de borge, der blev opført af englænderne efter deres erobring af Wales.